# N'Zécrézessou
N'Zécrézessou est une localité de l'Est de la Côte d'Ivoire et appartenant au département de Bocanda, région du N'zi-Comoé. La localité de N'Zécrézessou est un chef-lieu de commune.